# Barrie Betts
Barrie Betts (Barnsley, 18 novembre 1932 – 17 novembre 2018) è stato un calciatore inglese, di ruolo difensore.

## Caratteristiche tecniche
Era un difensore centrale.

## Carriera

### Giocatore
Dopo aver giocato nelle giovanili del Barnsley, club della sua città natale, esordisce in prima squadra (e contestualmente anche tra i professionisti) nella stagione 1952-1953, all'età di 20 anni; trascorre con i Tykes un totale di cinque stagioni, tre nella seconda divisione inglese e due (dal 1953 al 1955) in terza divisione (campionato che vince nella stagione 1954-1955), giocando complessivamente 55 partite di campionato. Nel 1957 viene ceduto allo Stockport County, con cui dal 1957 al 1959 gioca in terza divisione, per poi trascorrere la stagione 1959-1960 in quarta divisione, per un totale di 112 presenze e 3 reti in incontri di campionato con il club. Successivamente nel 1960 viene ceduto al Manchester City, club con il quale all'età di 28 anni esordisce in prima divisione: nella sua prima stagione in questa categoria gioca stabilmente da titolare, segnando 4 reti in 42 presenze; nel biennio successivo scende in campo con minore frequenza, riuscendo comunque a disputare rispettivamente 24 e 17 partite (ed a segnare un'ulteriore rete, nella First Division 1961-1962); trascorre con i Citizens, dei quali era anche diventato capitano, anche la stagione 1963-1964, durante la quale gioca 18 partite in seconda divisione. Si trasferisce quindi allo Scunthorpe Utd, club con il quale durante la stagione 1964-1965 gioca 7 partite in quarta divisione, per poi andare a chiudere la carriera ai semiprofessionisti del Lancaster City.
In carriera ha totalizzato complessivamente 275 presenze e 8 reti nei campionati della Football League (giocando almeno una partita in ciascuna delle quattro divisioni che la componevano).

### Allenatore
Dal 1970 al 1972 ha allenato il Lancaster City.

## Palmarès

### Giocatore

#### Competizioni nazionali
- Third Division North: 1

Barnsley: 1954-1955